# Velimir Vulikić
Velimir Vulikić, primarij, doktor stomatoloških znanosti, pisatelj in publicist, * 9. april 1931, Vitomirica, Peć, Kosovo, † november 2020

## Življenje
Velimir Vulikić je po rodu Črnogorec. Po končani nižji gimnaziji je obiskoval Sanitetno oficirsko šolo v Beogradu. Šolanje za dentista je zaključil leta 1949 v Ljubljani in se tu tudi zaposlil. V letih med 1957 in 1963 je na ljubljanski Medicinski fakulteti študiral stomatologijo. Leta 1971 je magistriral na temo Zdravljenje gangrene zobne pulpe in periapikalnih ostitičnih procesov s pasto V6 - z lastim izdelkom - zdravilom Sinicid. Do invalidske upokojitve leta 1978 je bil predstojnik Stomatološkega oddelka Vojaške bolnišnice v Ljubljani. Leta 1984 je zagovarjal doktorsko disertacijo na temo Zobozdravstvena služba v NOB na Slovenskem, leta 1988 pa mu je bil podeljen naziv primarija.

## Delo
Med delom v splošni stomatologiji se je izpopolnjeval na ožjem strokovnem področju: v ortodontiji in kirurgiji. Zobnim terapevtom je na sestankih in seminarjih predaval določena poglavja iz stroke. Ustanovil je in hkrati bil urednik strokovnega Biltena in krajevnega časopisa Žejan, ki sta bila vpisana v razvid medijev pri Ministrstvu za kulturo RS.
Tesno je sodeloval z učitelji Stomatološke klinike v Ljubljani in Stomatološke klinike Vojnomedicinske akademije v Beogradu ter s številnimi zobozdravstvenimi zavodi v državi.

### Literarna dela

#### Začetki
Najprej je zase pisal povesti iz medvojnega življenja svojih domačih. Pri tem sta ga bodrila pisatelja Marjan Rožanc in Dušan Željeznov.

#### Biografski romani
- Senator s Sv. Trojice (1993).

Profesor filozofije dr. Valentin Rožič (1887-1935) je bil veliki bojevnik za pravice koroških Slovencev in senator državnega parlamenta v Beogradu.
- Prof. dr. Jože Rant, oče slovenskega zobozdravstva (1995).

Rant (1896-1972) je bil prvi profesor in organizator povojnega sodobnega zobozdravstva ter predstojnik Stomatološke klinike in predsednik Društva zobozdravstvenih delavcev Slovenije.
- Bratje Pirnat (1997).

O 40 letih petja bratovskega okteta z Domžalskega.
- Prof. dr. Milan Dolenc (2002).

Dolenc (1907-1993) je bil organizator in vodja partizanske veterinarske službe ter povojni učitelj na Veterinarski fakulteti v Ljubljani.
- Glasbenik Stane Habe (2004).

Habeta (1920-2005) so preganjali okupatorji, takoj po vojni pa tudi nova oblast. Sčasoma se je izkazal kot velik kulturni delavec in organizator glasbene vzgoje. Postal je častni občan Občine Domžale.
- Kamniški kulturnik in mecen Josip Nikolaj Sadnikar (2005).

Veterinar Sadnikar (1863-1952) je bil ustanovitelj in do smrti lastnik tedaj največjega zasebnega muzeja v Evropi.
- Domžalska leta prof. Matije Tomca (2006).

Župnik Tomc (1899-1986) je bil največji slovenski skladatelj sakralne in narodne glasbe.
- Večni bojevnik - psihiater dr. Janez Rugelj (2007).

Dr. Rugelj (1929-2008) je bil znan slovenski psihiater in alkoholog.
- Gregor Ahčin - prvi slovenski kiropraktik (pred izidom).

Ahčin (1929-2005) je bil nadarjen in uspešen maser športnikov in posameznikov, ki si je znanje nabiral v tujini.

#### Zgodovina slovenskega zobozdravstva
- Zobozdravstvo v NOB na Slovenskem (1985).

- Zobozdravstvo na Slovenskem do leta 1940 (1991).

#### Kmečke povesti
- V zrcalu Račnega potoka (1989).

Štiri povesti o življenju ljudi v Moravški dolini.
- V iskanju sreče (2002).

Dve zgodbi s tragično vsebino.

#### Avtobiografske povesti in romani
- Pota njegove mladosti (1992). (Pod psevdonimom Božo Jukić)

Povest iz mladih let.
- V pajkovi mreži (1992). (Pod istim psevdonimom)

Drugo avtobiografsko delo mladega zobnega terapevta.
- Beg iz pekla (1993). (Pod istim psevdonimom)

Pripoveduje o zaostrenih odnosih partije in armade do drugače mislečih oficirjev, med katerimi je bil avtor knjige.
- Utrinki iz življenja vojaškega zobozdravnika (2007).

Četrto avtobiografsko delo z vsebino do leta 1965.

#### Monografija gledališča
- Posvečena je 60-letnemu delovanju amaterskih gledališčnikov na Studencu pri Domžalah.

#### Potopisi in življenje slovenskih izseljencev
- Mož dveh domovin - Kamničan v Torontu (1998).

Zavedna Slovenca Janko in Rozika Brlec sta trdim delom v Torontu ustvarila dom in družino. Aktivno sta sodelovala v slovenskih društvih in otroke vzgajala v duhu svojih prednikov. V zahvalo za dvakratno bivanje avtorja pri tej družini je nastala ta knjiga.
- Trideset dni med Slovenci v Melbournu (1999).

Na povabilo slovenskih izseljencev je knjigo Bratje Pirnat predstavil v slovenskih društvih. V času bivanja med njimi je nastajala ta knjiga.

#### Zgodovina kraja in ljudi
- Ljudje izpod Vrha sv. Trojice (2003).

Pripoved o delu in življenju ljudi v hribovitih vaseh na Domžalskem.

#### Podlistek
- Grenka sreča (1989).

Avtor je v 13. nadaljevanjih v Kmečkem glasu prikazal delo in življenje kmečke družine z obrobja Moravške doline.

### Dramatizacija
- Novela Povratek (dramatiziral jo je novinar Stevo Bastač in je bila leta 1972 predvajana na programu Radia Priština).

### Zborniki

#### Urednik in soavtor
- Simpozij stomatološke službe ljubljanske armade (1972).

- Zbornik dveh simpozijev o zgodovini zobozdravstva na Slovenskem (1990).

- Prof. dr. Jože Rant - organizator slovenskega zobozdravstva (1996).

- 50 let Gasilske zveze Domžale (2006).

#### Sourednik in soavtor
- Štiri knjige Zbornikov dokumentov in podatkov sanitetne službe v NOB na Slovenskem. Nastajale so v letih med 1982 in 1984.

- Zbornik skrajšanih referatov s simpozijev »O liku rudniškega zdravnika v Idriji dr. Ludvika Bernarda Grbca« (1983).

- Ob stoletnici rojstva treh slovenskih biologov: Pavla Grošlja, Gvidona Sajovica in Borisa Zarnika (1994).

- Zdravstvena kultura in zdravilne rastline (1985).

### Priročnik
- Učna knjižica za bolničarje v vojaških zobnih ambulantah (1969).

### Članki, reportaže, poročila, prikazi knjig, zgodovina zdravstva
V letih med 1953 in 2009 je v različnih časopisih, revijah, knjigah in na RTV objavil nad 440 različnih prispevkov. Od tega 30 strokovnih, enega v Ameriški domovini in tri v avstralskih Mislih.

## Članstvo v društvih in klubih
- Slovensko zdravniško društvo
- Društvo zobozdravstvenih delavcev Slovenije
- Celjsko literarno društvo
- Društvo diabetikov Domžale
- Kulturno društvo Domžale
- Muzejsko društvo Domžale
- Literarni klub upokojencev Slovenije
- Svetovni slovenski kongres - Konferenca za Slovenijo
- Mednarodno združenje za zgodovino medicine

### Častno članstvo
- Okteta bratov Pirnat Domžale
- Prostovoljnega gasilskega društva Žeje - Sv. Trojica na Domžalskem

## Nagrade
V letih med 1985 in 2006 je prejel 14 nagrad in priznanj ter več pohval, med njimi dve Kajuhovi nagradi, Priznanje Zveze združenj ortodontov nekdanje Jugoslavije, dve priznanji Znanstvenega društva za zgodovino zdravstvene kulture Slovenije in Srebrno plaketo Občine Domžale.